# إلجين (تكساس)
إلجين (بالإنجليزية: Elgin)‏ هي مدينة أمريكية تقع في ولاية تكساس.تبلغ مساحة هذه المدينة 12.2 (كم²)،ويبلغ عدد سكانها 5700 نسمة حسب إحصاء سنة 2010 م. تشير إحصاءات سنة 2000م بأن الكثافة السكانية في هذه المدينة تقدر بـ(468.7) نسمة/كم2.

## التركيبة السكانية
حدّد مكتب تعداد الولايات المتحدة بيانات التركيبة السكانية لإلجين في تعداد الولايات المتحدة. في ما يلي، التركيبة السكانية حسب تعدادي 2000 و2010.

### تعداد عام 2000
بلغ عدد سكان إلجين 5,700 نسمة بحسب تعداد عام 2000، وبلغ عدد الأسر 1,869 أسرة وعدد العائلات 1,349 عائلة مقيمة في المدينة. في حين سجلت الكثافة السكانية 332.4 نسمة لكل كيلومتر مربع (860.9/ميل2). وبلغ عدد الوحدات السكنية 2,032 وحدة بمتوسط كثافة قدره 118.5 لكل كيلومتر مربع (306.9/ميل2).
وتوزع التركيب العرقي للمدينة بنسبة 67.37% من البيض و15.04% من الأمريكيين الأفارقة و0.89% من الأمريكيين الأصليين و0.53% من الأمريكيين ذوي الأصول الآسيوية و0.05% من سكان جزر المحيط الهادئ و12.98% من الأعراق الأخرى و3.14% من عرقين مختلطين أو أكثر و46.23% من الهسبانيون أو اللاتينيون من أي عرق.
بلغ عدد الأسر 1,869 أسرة كانت نسبة 40.9% منها لديها أطفال تحت سن الثامنة عشر تعيش معهم، وبلغت نسبة الأزواج القاطنين مع بعضهم البعض 51.8% من أصل المجموع الكلي للأسر، ونسبة 14.6% من الأسر كان لديها معيلات من الإناث دون وجود شريك، بينما كانت نسبة 5.8% من الأسر لديها معيلون من الذكور دون وجود شريكة وكانت نسبة 27.8% من غير العائلات. تألفت نسبة 22.3% من أصل جميع الأسر من عدة أفراد يعيشون في نفس المنزل ونسبة 11.6% كانت تتألف من شخص يعيش بمفرده يبلغ من العمر 65 عاماً أو أكثر. وبلغ متوسط حجم الأسرة المعيشية 2.98، أما متوسط حجم العائلات فبلغ 3.50.
بلغ العمر الوسطي للسكان 31.9 عاماً. وكانت نسبة 29.7% من القاطنين تحت سن الثامنة عشر، وكانت نسبة 10.2% بين الثامنة عشر والرابعة والعشرين عاماً، ونسبة 28% كانت واقعةً في الفئة العمرية ما بين الخامسة والعشرين والرابعة والأربعين عاماً، ونسبة 17.5% كانت ما بين الخامسة والأربعين والرابعة والستين، ونسبة 12.2% كانت ضمن فئة الخامسة والستين عاماً فما فوق. يوجد لكل 100 أنثى 97.2 ذكر، ويوجد لكل 100 أنثى في الثامنة عشر من عمرها فما فوق 92.5 ذكر.
بلغ متوسط دخل الأسرة في المدينة 38,750 دولارًا، أما متوسط دخل العائلة فبلغ 48,125 دولارًا. وكان متوسط دخل الذكور 31,368 دولارًا مقابل 21,095 دولارًا للإناث. وسجل دخل الفرد الخاص بالمدينة 16,698 دولارًا. وكانت نسبة 10.4% من العائلات ونسبة 16.1% من السكان تحت خط الفقر، وكان من هؤلاء نسبة 24.2% تحت سن الثامنة عشر ونسبة 21.7% في الخامسة والستين من العمر وما فوق.

### تعداد عام 2010
بلغ عدد سكان إلجين 8,135 نسمة بحسب تعداد عام 2010، وبلغ عدد الأسر 2,662 أسرة وعدد العائلات 1,960 عائلة مقيمة في المدينة. في حين سجلت الكثافة السكانية 474.3 نسمة لكل كيلومتر مربع (1,228.4/ميل2). وبلغ عدد الوحدات السكنية 2,948 وحدة بمتوسط كثافة قدره 171.9 لكل كيلومتر مربع (445.2/ميل2).
وتوزع التركيب العرقي للمدينة بنسبة 57.14% من البيض و17.30% من الأمريكيين الأفارقة و1.01% من الأمريكيين الأصليين و0.49% من الأمريكيين ذوي الأصول الآسيوية و0.20% من سكان جزر المحيط الهادئ و20.12% من الأعراق الأخرى و3.75% من عرقين مختلطين أو أكثر و45.67% من الهسبانيون أو اللاتينيون من أي عرق.
بلغ عدد الأسر 2,662 أسرة كانت نسبة 45.2% منها لديها أطفال تحت سن الثامنة عشر تعيش معهم، وبلغت نسبة الأزواج القاطنين مع بعضهم البعض 48% من أصل المجموع الكلي للأسر، ونسبة 18.2% من الأسر كان لديها معيلات من الإناث دون وجود شريك، بينما كانت نسبة 7.4% من الأسر لديها معيلون من الذكور دون وجود شريكة وكانت نسبة 26.4% من غير العائلات. تألفت نسبة 21.6% من أصل جميع الأسر من عدة أفراد يعيشون في نفس المنزل ونسبة 7.4% كانت تتألف من شخص يعيش بمفرده يبلغ من العمر 65 عاماً أو أكثر. وبلغ متوسط حجم الأسرة المعيشية 2.99، أما متوسط حجم العائلات فبلغ 3.48.
بلغ العمر الوسطي للسكان 32.0 عاماً. وكانت نسبة 30.7% من القاطنين تحت سن الثامنة عشر، وكانت نسبة 9.4% بين الثامنة عشر والرابعة والعشرين عاماً، ونسبة 27.9% كانت واقعةً في الفئة العمرية ما بين الخامسة والعشرين والرابعة والأربعين عاماً، ونسبة 21.8% كانت ما بين الخامسة والأربعين والرابعة والستين، ونسبة 10.3% كانت ضمن فئة الخامسة والستين عاماً فما فوق. وتوزع التركيب الجنسي للسكان بنسبة 48.6% ذكور و51.4% إناث.

## أعلام
- راي كالب